# Cianoficina

Duas subunidades de cianoficina com direccionalidade alterna.

Cianoficina é um material proteínico granular, que forma a reserva nutritiva nas células de algas verde-azuladas e é considerado especialmente na região periférica da célula. 